# Embalming - L'altra storia di Frankenstein
Embalming - L'altra storia di Frankenstein (エンバーミング -THE ANOTHER TALE OF FRANKENSTEIN-?, Enbāmingu -The Another Tale of Frankenstein-) è un manga scritto e disegnato da Nobuhiro Watsuki, serializzato a puntate sulla rivista mensile Jump SQ della Shūeisha a partire da novembre 2007. I capitoli pubblicati sono poi raccolti in volumi tankōbon.
La serie è ispirata a due one-shot scritti dallo stesso autore: Embalming: Dead Body and Bride (エンバーミング DEAD BODY and BRIDE?), inizialmente pubblicato sulla rivista Jump the Revolution! nel 2005 e successivamente inserito nel decimo e ultimo volume del manga Il guerriero alchemico dello stesso autore; e Embalming II: Dead Body and Lover (エンバーミング DEAD BODY and LOVER?), pubblicato sul secondo numero di Jump the Revolution! nel 2006.
In Italia, il manga è pubblicato dalla Panini Comics con l'etichetta Planet Manga a partire da gennaio 2011.

## Trama

### One-shot
Il primo capitolo vede come protagonista John Doe, un Frankenstein che lavora sotto pagamento per distruggere altri suoi simili. In questo capitolo il suo compito è di eliminare il Signore dei Cadaveri, che sta terrorizzando una cittadina per ottenere parti del corpo da utilizzare nei suoi esperimenti. Il secondo capitolo cambia il protagonista, facendolo diventare una donna.

### Manga
Il manga parla generalmente dei Frankenstein, esseri artificiali creati a partire da parti di uno o più corpi umani. 